# Douglas Vieira
Douglas Vieira (født 12. november 1987) er en brasiliansk fodboldspiller, som spiller for den japanske fodboldklub Sanfrecce Hiroshima.